# Robert Jezek
Robert Jezek (n. 1955) este un actor canadian de film, televiziune și teatru.

## Filmografie
| Film                                                     | Personaj              | An        |
| -------------------------------------------------------- | --------------------- | --------- |
| Angel of decay                                           | Capt. Mackie          | 2016      |
| Ron (serial TV)                                          | sătean                | 2016      |
| Asylum (serial TV)                                       | diplomat              | 2015      |
| Walking with the Enemy                                   | Janos Balacz          | 2013      |
| Holby City (serial TV)                                   | Karol Nowak           | 2012      |
| Rustlers (film scurt)                                    | Bart                  | 2012      |
| Festival of 'Bruce' (film scurt)                         | Zeus                  | 2011      |
| Get Out Alive (serial TV)                                | Joe Sbaffoni          | 2011      |
| I shouldn't be alive (serial TV)                         | Steve Conway          | 2011      |
| Eastenders (serial TV)                                   | Tatăl Tashei          | 2010      |
| Shameless (serial TV)                                    | Pavel                 | 2009      |
| The Bill (serial TV)                                     | Cezar Sobiesinski     | 2009      |
| Last Change Harvey                                       | Vecinul polonez       | 2008      |
| Doctors                                                  | Bogdanovici           | 2007      |
| The Christmas Miracle of Jonathan Toomey                 | Jim Hardwick          | 2007      |
| Casino Royale                                            | ofițer care arestează | 2006      |
| 9/11: The Twin Towers                                    | Brian Clark           | 2006      |
| Nuremberg: Goering's Last Stand                          | Capt. Gustav Gilbert  | 2006      |
| Colțuri întunecate                                       | preot 1               | 2006      |
| Rosemary & Thyme                                         | Volkar                | 2006      |
| Land of the Blind                                        | Oficial din Camera 12 | 2006      |
| The Great San Francisco Earthquake (film de televiziune) | Arnold Genthe         | 2006      |
| Space Race (serial TV)                                   | Gilruth               | 2005      |
| Dream Team (serial TV)                                   | tip de la UEFA        | 2004-2005 |
| The Getaway: Black Monday (joc video)                    | Viktor Skobel (voce)  | 2004      |
| The Basil Brush Show                                     | Karl Lagertopp        | 2004      |
| The 51st State                                           | preot                 | 2001      |
| Seven Wonders of the Industrial World (serial TV)        | Dr. William Gorgas    | 2003      |
| Dark Realm                                               | preot                 | 2001      |
| American Voices (serial TV)                              | Raymond Tarver        |           |
| Casulty (serial TV)                                      | Bekim Goral           | 2000      |
| CI5: The New Professionals (serial TV)                   | Dimitri               | 1999      |
| Destinație mortală                                       | Rescue 1 Technician   | 1997      |
| Over Here                                                | Dow                   | 1996      |
| Death Machine                                            | media controller      | 1994      |
| A Haunting Harmony (film de televiziune)                 | tatăl lui David       | 1993      |
| The New Statesman (serial TV)                            | americanul            | 1992      |
| Shadowchaser (video)                                     | Leone                 | 1992      |
| The March                                                | cititor de știri CNN  | 1990      |
| Tailspin: Behind the Korean Airliner Tragedy             | Copilot               | 1989      |
| 1987 Star Cops (serial TV)                               | Pete Lennox           | 1987      |
| The Ted Kennedy Jr. Story (film de televiziun)           | Terence Boyke         | 1996      |